# کونکوردیا
کونکوردیا (به اسپانیایی: Concordia) شهری در کشور آرژانتین، استان انتره ریوس است که در سال ۲۰۰۹ میلادی، حدود ۱۴۸٬۰۰۰ نفر جمعیت داشته است.